# سیمور کرامول
سیمور کرامول (انگلیسی: Seymour Cromwell؛ ۱۷ فوریه ۱۹۳۴ – ۲ مه ۱۹۷۷) ورزشکار روئینگ اهل ایالات متحده آمریکا بود.
وی در مسابقات کشوری و بین‌المللی در مجموع برندهٔ ۱ مدال طلا، ۳ مدال نقره، ۲ مدال برنز شده‌است.